# Pédernec
Pédernec é uma comuna francesa na região administrativa da Bretanha, no departamento Côtes-d'Armor. Estende-se por uma área de 27,22 km². Em 2010 a comuna tinha 1 872 habitantes (densidade: 68,8 hab./km²).